# Asus Eee Box

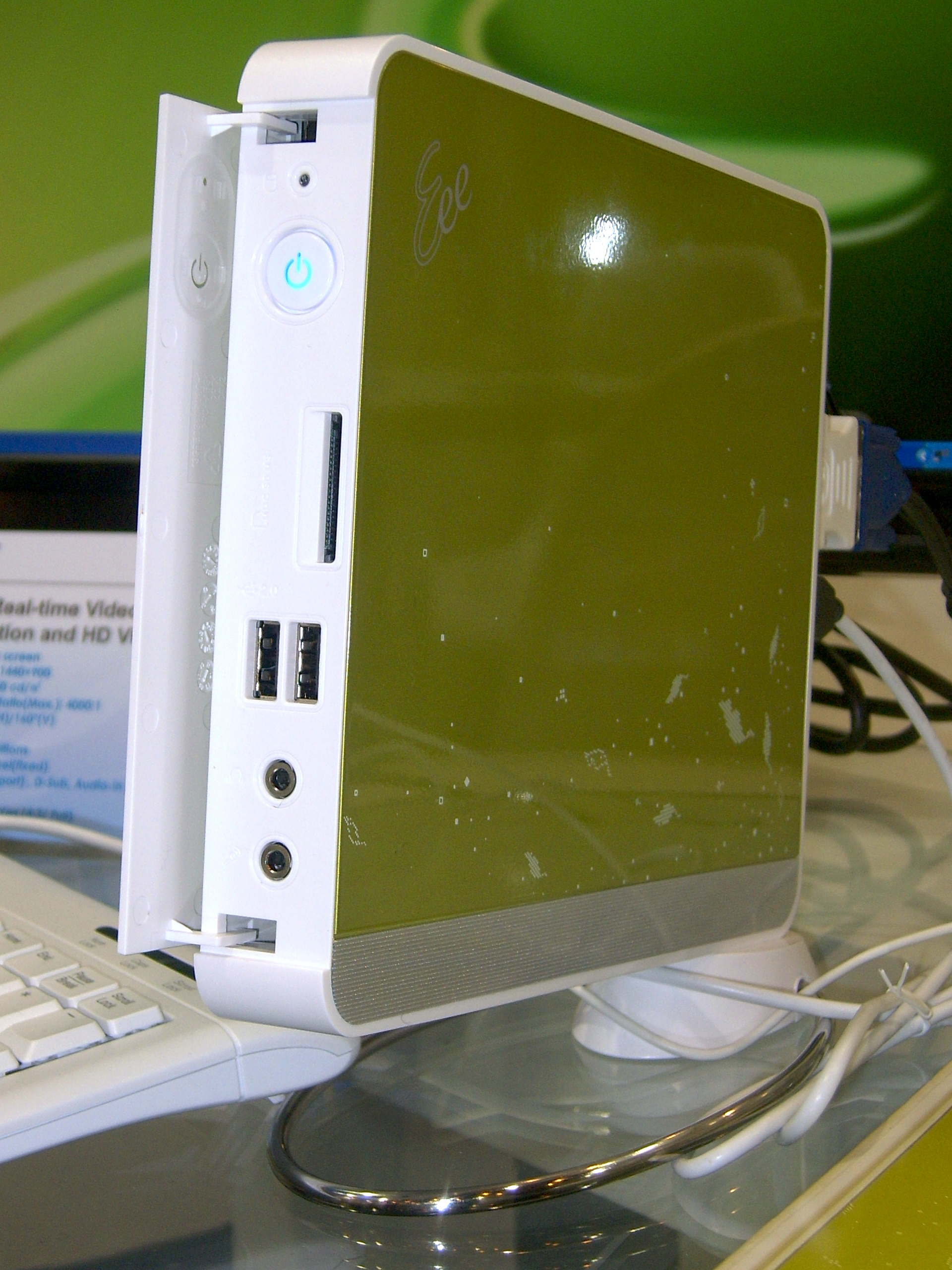
Biały Eee Box

Asus Eee Box – nettop firmy ASUS. Został wyposażony w Express Gate, czyli lekki system operacyjny oparty na Linuxie. Jego wymiary to 223 × 178 × 26 mm (bez podstawy).

## Specyfikacja techniczna
- Procesor Intel Atom N270 o taktowaniu 1,6 GHz
- Chipset Intel 945 GSE ze zintegrowaną kartą graficzną GMA 950
- 1 GB pamięci operacyjnej PC2-5300 (DDR2-667)
- Dysk HDD o pojemności 160 GB w formacie 2,5″ + 20GB Eee Storage
- Zintegrowany czytnik kart pamięci SD, SDHC, MS i MS PRO
- Bezprzewodowa karta sieciowa w standardzie 802.11 b/g/n
- Gigabitowa przewodowa karta sieciowa
- 4 porty USB 2.0
- System operacyjny: Windows XP lub Linux Xandros
- Wyjście analogowo-cyfrowe DVI-I
- Wymiary: 222 × 178 × 26,9 mm
- Waga: 1 kg
- Objętość: 1 litr

## Express Gate
Express Gate to bardzo mała dystrybucja Linuxa zapewniająca podstawową funkcjonalność taką jak przeglądarka zdjęć czy przeglądarka internetowa. System ten wbrew powszechnemu przekonaniu nie zawsze jest zintegrowany z płytą główną. W przypadku Eee Boxa instaluje się opcjonalnie na dysku twardym obok głównego systemu. Express Gate uruchamia się przed Windowsem jeśli ustawiono odpowiednią opcję w BIOS urządzenia. 

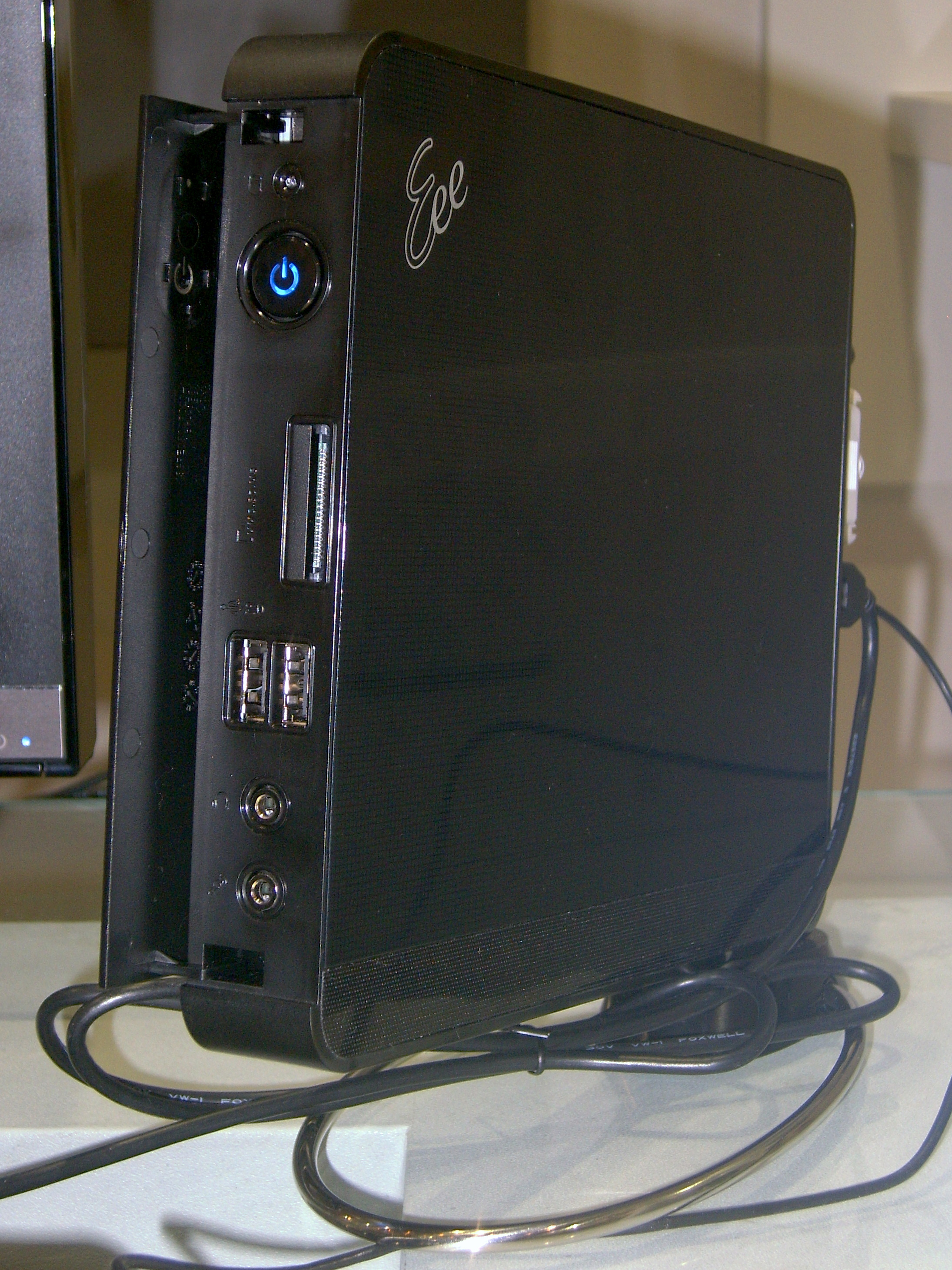
Czarny Eee Box z podłączonymi kablami

## Podobne modele
W Polsce dostępne są również:
- Asus Eee Top – komputer ze zintegrowanym dotykowym ekranem.
- ASUS Eee PC – ultramobilne urządzenie internetowe.